# 鏡泊湖

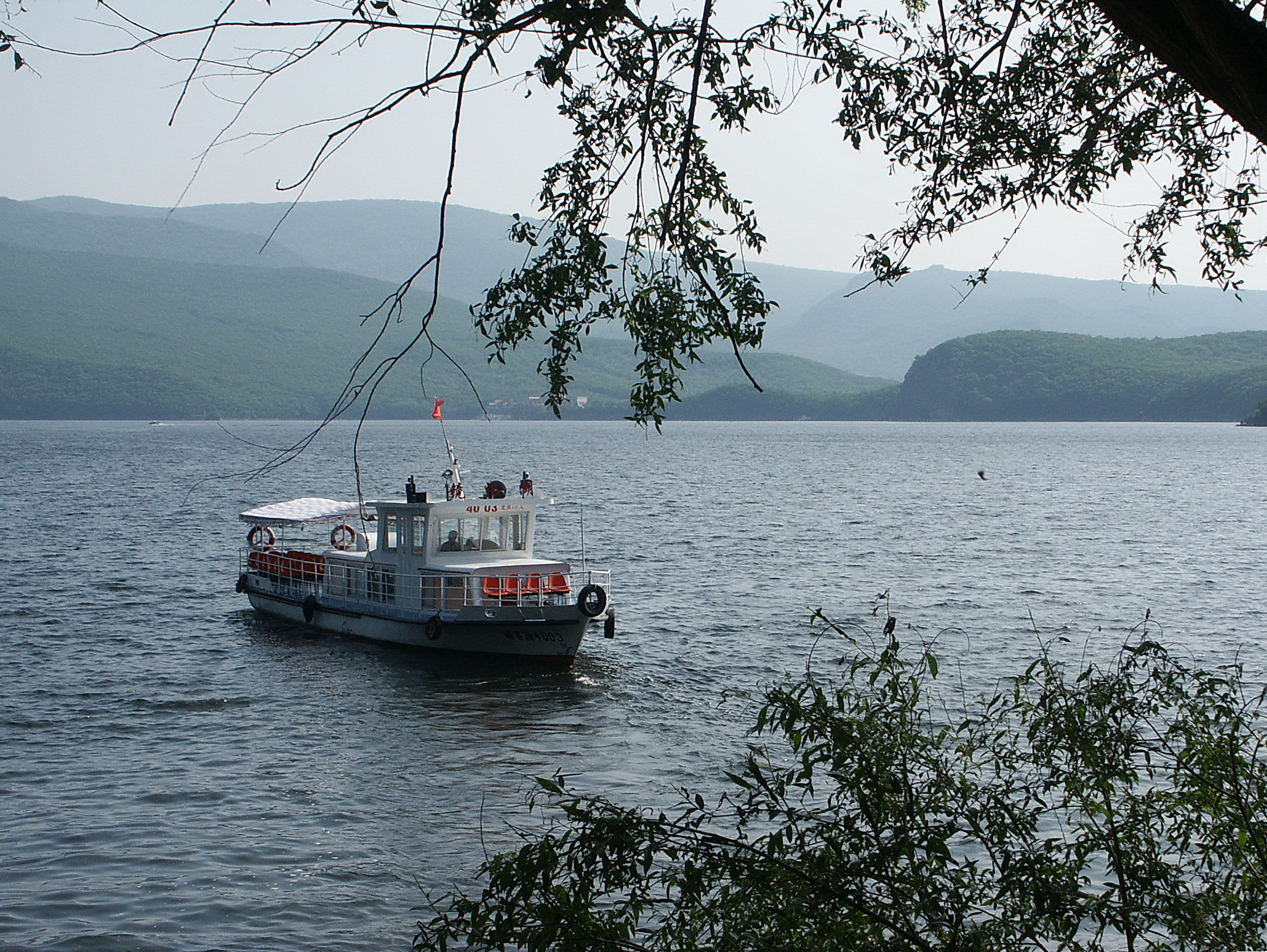
鏡泊湖

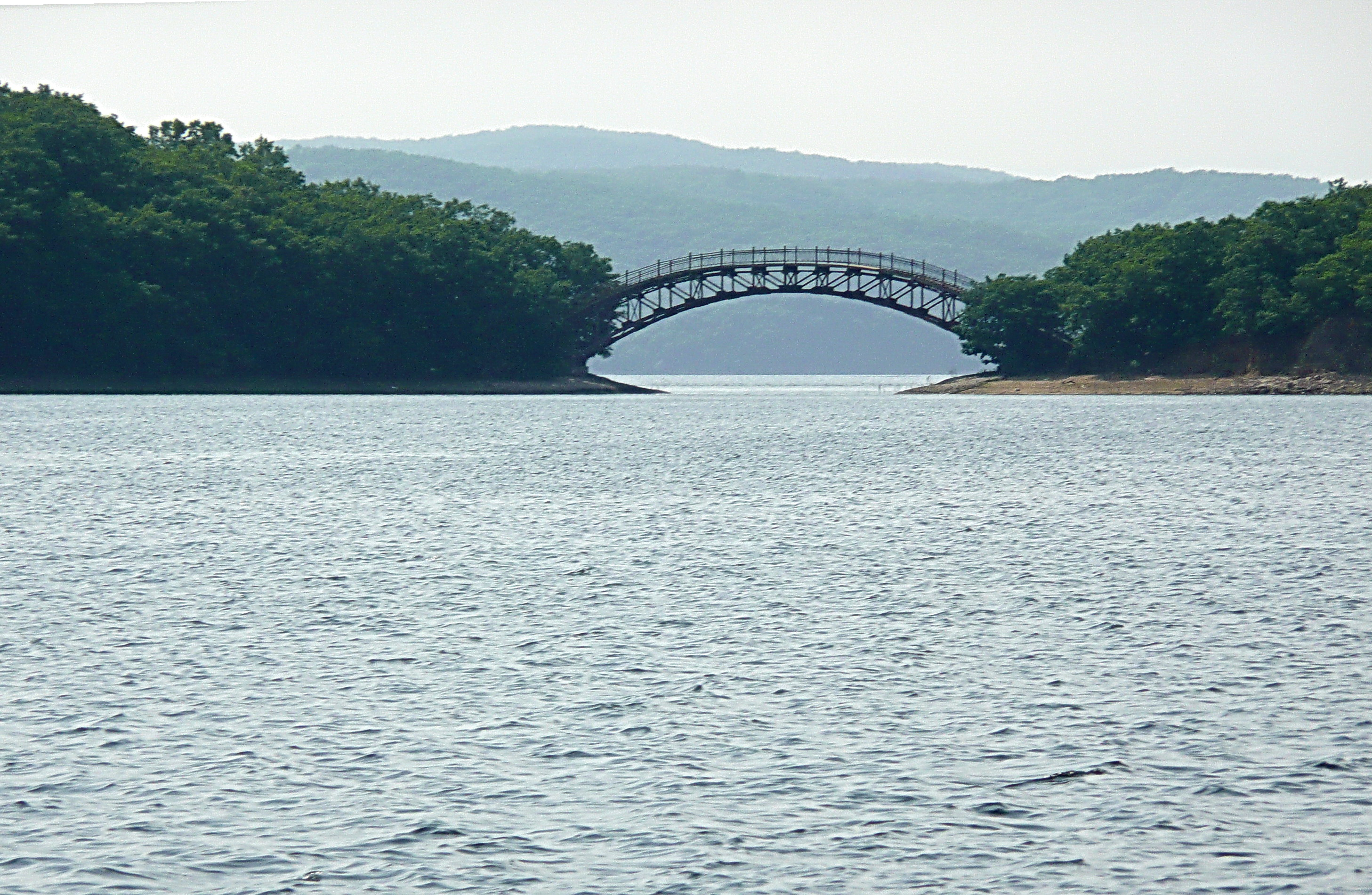
鏡泊湖 毛公山

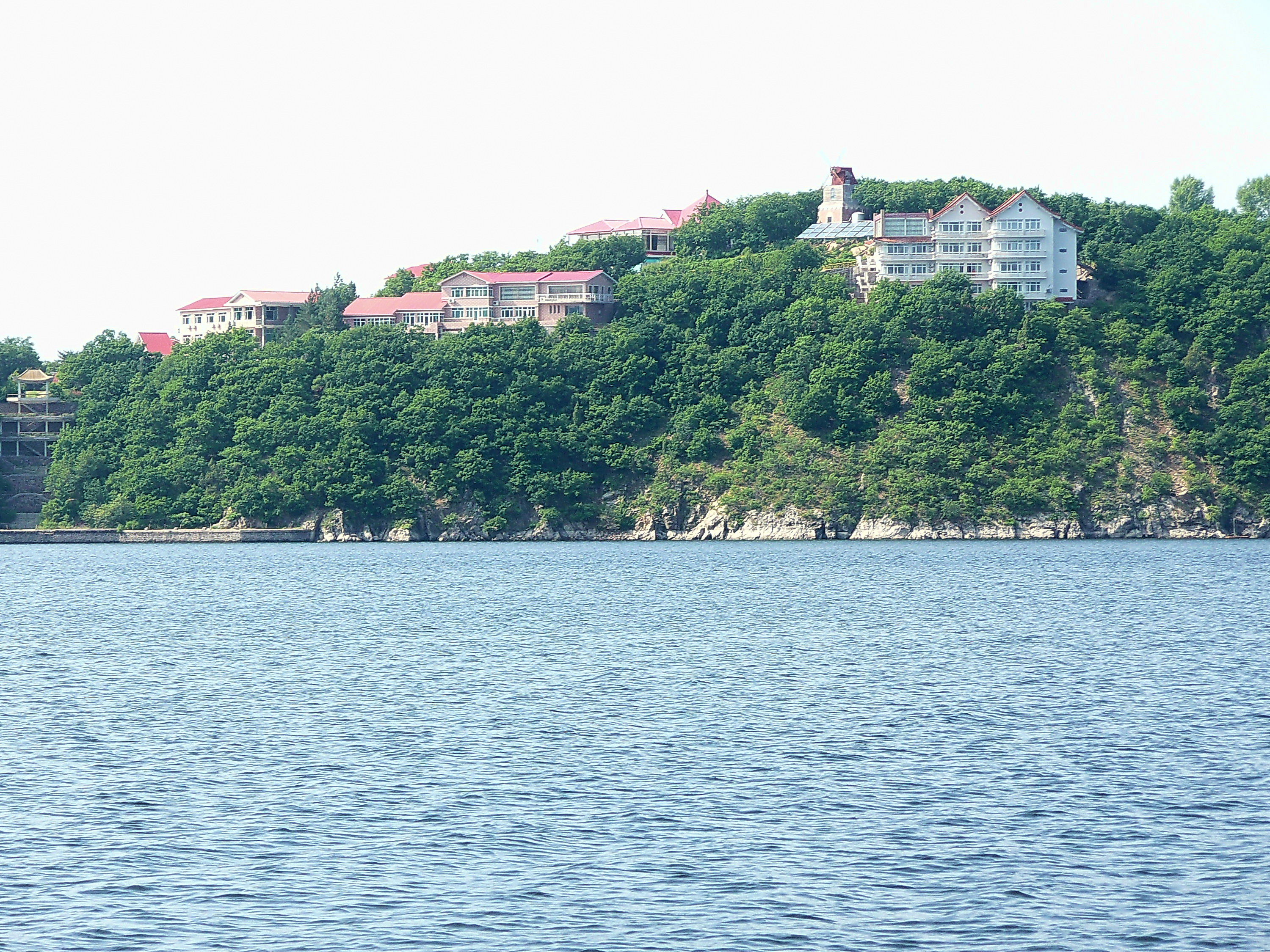
鏡泊湖畔のリゾート

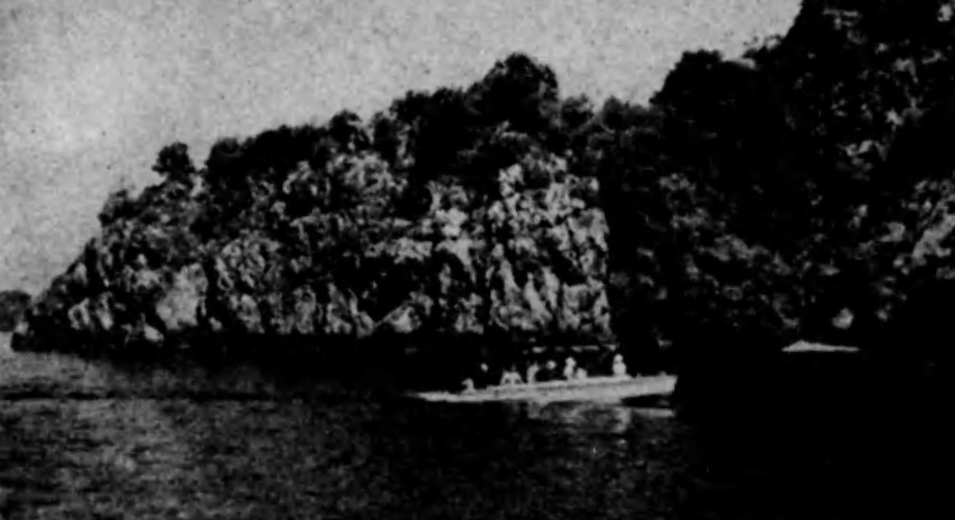
佳景であることから日本統治時代にはハイキングコースや急流を船で巡るコースなどがあった

鏡泊湖（チンポーこ、きょうはくこ、拼音: Jìngpō Hú）は、中華人民共和国黒竜江省牡丹江市寧安市にある天然湖。北朝鮮との国境ほど近くに存在し、およそ1万年前に火山噴火の影響によって牡丹江がせき止められたことで形成された。幅4キロ、長さ45キロほどの細長い形で、面積は90.3平方キロメートルで、琵琶湖のおよそ7分の1。南の方は浅く、北の方が深くなっており、一番深い部分では60メートルほどになっている。
1982年に国務院によって中華人民共和国国家級風景名勝区の1つに、2006年に世界ジオパーク指定される。2011年に中国の5A級観光地にも認定された。観光地のほか、夏には避暑地としても広く利用されている。火山性の堰止湖としては、中国で最大である。
鏡泊湖をせき止めた火山は湖の西側50キロにあり、溶岩台地を形成している。噴火口の底には「地下森林」という原生林ができており、噴火口森林景区となっている。
吊水楼瀑布が湖の出口近くにあり、通常は幅40メートル、落差12メートルほどであるが、水の多い時期は幅200メートルにもなる。

## 歴史

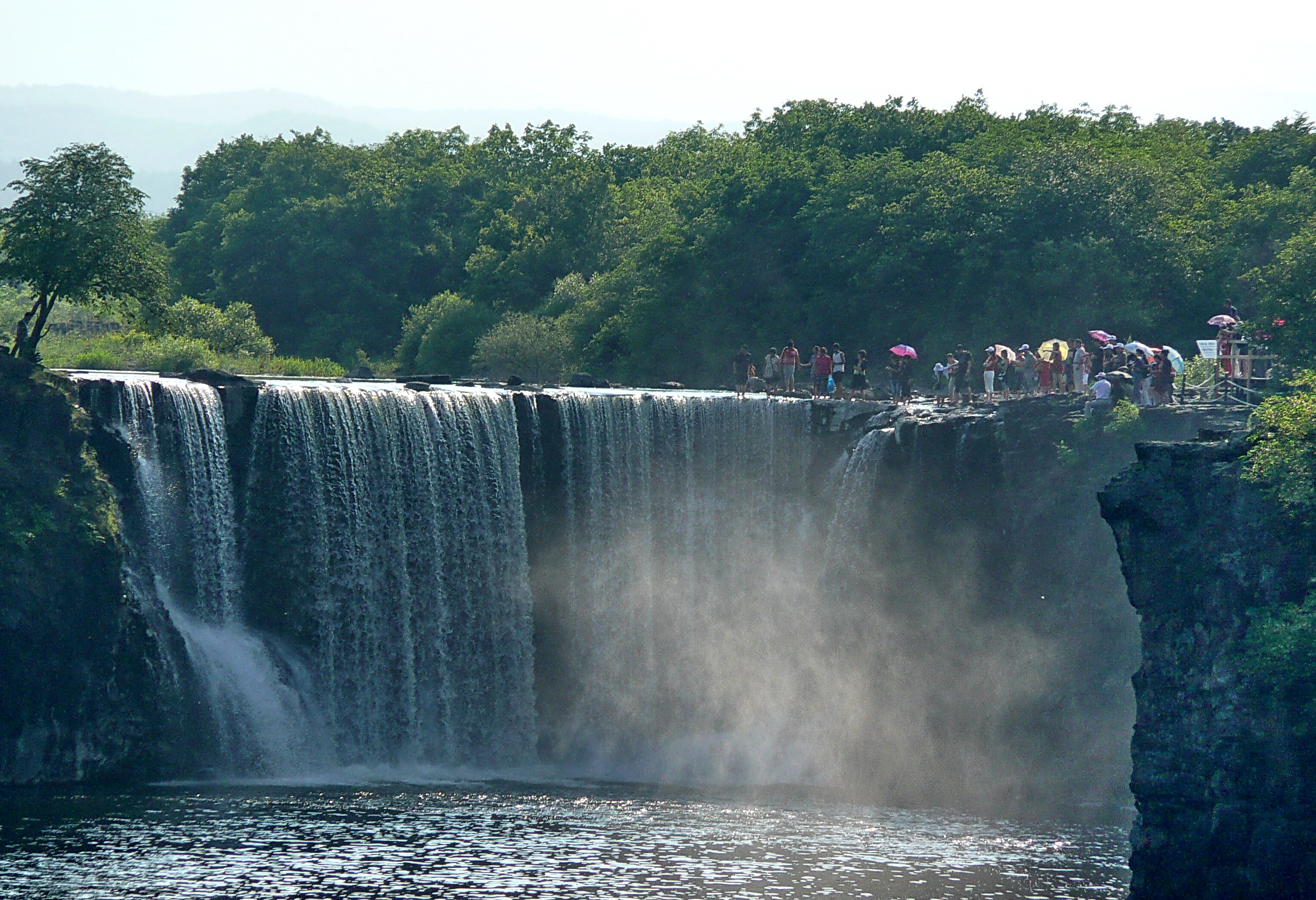
吊水楼瀑布

鏡泊湖付近には渤海の62あった州のひとつである湖州（当時は鏡泊湖ではなく忽汗海）があったとされている。また、日本統治（満州国）時代には、周辺に多くの日本人が暮らし、水力発電所（2万kW）も建設されていた。1940年代末から50年代にかけてはロシア正教会古儀式派の無僧派の一派である礼拝堂派の信徒たちも居住していた。